# Нормальная форма (математика)
В математике, норма́льная фо́рма — простейший либо канонический вид, к которому объект приводится эквивалентными преобразованиями.

## Нормальные формы в логике
Формула в булевой логике может быть записана в дизъюнктивной и в конъюнктивной нормальной форме.

## Нормальные формы в алгебре

### Несократимые дроби
Несократимая дробь с натуральным знаменателем и целым числителем — нормальная форма рационального числа. Для рациональной функции нормальной формой является несократимая дробь с нормированным многочленом (т.е. с 1 при старшей степени) в знаменателе.

### Жорданова нормальная форма
В линейной алгебре, матрица линейного преобразования конечномерного пространства выбором базиса может быть приведена к жордановой нормальной форме. В этом виде матрица блочно-диагональна, а каждый блок является суммой скалярной матрицы и матрицы с единицами на первой наддиагонали. В частности, тем самым матрица разбивается в сумму коммутирующих диагональной и нильпотентной, благодаря чему становится простым вычисление функций (в частности, полиномов и экспонент) от этой матрицы.

### Прочие
Достаточно часто задача приведения к нормальной форме решается алгоритмически, а нормальная форма в классе эквивалентности единственна; в таком случае вопрос об эквивалентности объектов оказывается алгоритмически разрешимым путём сравнения нормальных форм.

## Нормальные формы в анализе

### Формальные нормальные формы векторных полей
Формальная замена координат, т.е. замена координат, заданная формальными степенными рядами позволяет привести векторное поле в окрестности его особой точки к формальной нормальной форме Пуанкаре — Дюлака.

### Резонансная нормальная форма для фуксовых особых точек
- Линейное дифференциальное уравнение с комплексным временем в окрестности фуксовой особой точки аналитической заменой приводится к резонансной нормальной форме Левелля.